# Mistrzostwa Rumunii w rugby union (2022)
Mistrzostwa Rumunii w rugby union 2022 – sto piąte mistrzostwa Rumunii w rugby union. Organizowane przez Federațiă Română de Rugby zawody odbywały się w dniach 16 kwietnia – 4 grudnia 2022 roku, a tytuł mistrzowski obroniła drużyna CSM Baia Mare.
Obsada meczów o medale była identyczna jak w poprzednim sezonie. W finale stołeczna Steaua uległa zawodnikom z Baia Mare, dla których był to czwarty tytuł z rzędu, zaś brąz ponownie zdobyło Dinamo.

## Informacje ogólne
W związku z wycofywaniem się drużyn z najwyższego poziomu rozgrywek, a także nieprzyjmowaniem awansów przez najlepsze zespoły z drugiego poziomu, Federațiă Română de Rugby postanowiła przystąpić do dyskusji o ich reformie w październiku 2021 roku proponując zorganizowanie rozgrywek z udziałem wszystkich szesnastu aktywnych na poziomie ogólnokrajowym klubów. Ostateczna decyzja miała zapaść na marcowym spotkaniu klubów z krajowym związkiem, w tym czasie pisano już o piętnastu zespołach. W marcu 2022 roku FRR ogłosiła nowy system rozgrywek, w którym miały wziąć udział wszystkie zespoły poprzedniego sezonu oraz drużyny z niższej klasy rozgrywkowej, które po walnym zgromadzeniu postanowiły przystąpić do zreformowanych mistrzostw. Rozgrywki prowadzone były w pierwszej fazie systemem kołowym w ramach dwóch geograficznie wydzielonych grup. Czołowe dwójki z każdej z grup pozostały w walce o mistrzostwo kraju (play-off), pozostałe zespoły rywalizowały zaś w niższe miejsca (play-out) – obie grupy rozgrywały spotkania systemem mecz–rewanż. Drużyny z grupy play-off rozstawione według wyników osiągniętych w drugiej fazie rywalizowały następnie w dwurundowej fazie pucharowej. Zwycięzca meczu zyskiwał cztery punkty, za remis przysługiwały dwa punkty, porażka nie była punktowana, a zdobycie przynajmniej czterech przyłożeń lub przegrana nie więcej niż siedmioma punktami premiowana była natomiast punktem bonusowym.
Ostatecznie do rozgrywek przystąpiło czternaście zespołów (bez CSU Arad), ich schemat pozostał niezmieniony, a podział na grupy oraz harmonogram rozgrywek pierwszej fazy opublikowano w połowie kwietnia 2022 roku, dla drugiej natomiast na początku czerwca tego roku.

## Faza grupowa

### Grupa A
| 16 kwietnia 202211:00 | SCM Timișoara | 96:6 | CSU Alba Iulia | Stadionul Gheorghe Rășcanu, Timișoara |
| 16 kwietnia 202211:00 |               | 96:6 |                | Stadionul Gheorghe Rășcanu, Timișoara |

| 16 kwietnia 202211:00 | CS Universitatea Cluj-Napoca | 133:6 | CSM Bucovina Suceava | Parcul Sportiv Iuliu Hatieganu, Kluż-Napoka |
| 16 kwietnia 202211:00 |                              | 133:6 |                      | Parcul Sportiv Iuliu Hatieganu, Kluż-Napoka |

| 17 kwietnia 202211:00 | CS Știință Petroșani | 46:12 | RC Gura Humorului | Stadionul Știința, Petroszany |
| 17 kwietnia 202211:00 |                      | 46:12 |                   | Stadionul Știința, Petroszany |

| 30 kwietnia 202211:00 | CSU Alba Iulia | 0:88 | CS Universitatea Cluj-Napoca | Stadion Victoria-Cetate, Alba Iulia |
| 30 kwietnia 202211:00 |                | 0:88 |                              | Stadion Victoria-Cetate, Alba Iulia |

| 30 kwietnia 202213:30 | CSM Știința Baia Mare | 13:31 | SCM Timișoara | Arena Zimbrilor, Baia Mare |
| 30 kwietnia 202213:30 |                       | 13:31 |               | Arena Zimbrilor, Baia Mare |

| 1 maja 202211:00 | CSM Bucovina Suceava | 18:66 | CS Știință Petroșani | Stadionul Unirea, Suczawa |
| 1 maja 202211:00 |                      | 18:66 |                      | Stadionul Unirea, Suczawa |

| 23 kwietnia 202211:00 | RC Gura Humorului | 22:11 | CSM Bucovina Suceava | Stadionul Tineretului, Gura Humorului |
| 23 kwietnia 202211:00 |                   | 22:11 |                      | Stadionul Tineretului, Gura Humorului |

| 7 maja 202211:00 | CS Știință Petroșani | 76:14 | CSU Alba Iulia | Stadionul Știința, Petroszany |
| 7 maja 202211:00 |                      | 76:14 |                | Stadionul Știința, Petroszany |

| 8 maja 202215:00 | CS Universitatea Cluj-Napoca | 13:35 | CSM Știința Baia Mare | Parcul Sportiv Iuliu Hatieganu, Kluż-Napoka |
| 8 maja 202215:00 |                              | 13:35 |                       | Parcul Sportiv Iuliu Hatieganu, Kluż-Napoka |

| 14 maja 202211:00 | CSM Știința Baia Mare | 54:15 | CS Știință Petroșani | Arena Zimbrilor, Baia Mare |
| 14 maja 202211:00 |                       | 54:15 |                      | Arena Zimbrilor, Baia Mare |

| 15 maja 202211:30 | SCM Timișoara | 80:17 | CS Universitatea Cluj-Napoca | Stadionul Gheorghe Rășcanu, Timișoara |
| 15 maja 202211:30 |               | 80:17 |                              | Stadionul Gheorghe Rășcanu, Timișoara |

| 29 maja 202211:00 | CSU Alba Iulia | 13:18 | RC Gura Humorului | Stadion Victoria-Cetate, Alba Iulia |
| 29 maja 202211:00 |                | 13:18 |                   | Stadion Victoria-Cetate, Alba Iulia |

| 21 maja 202211:00 | CSM Bucovina Suceava | 33:14 | CSU Alba Iulia | Stadionul Unirea, Suczawa |
| 21 maja 202211:00 |                      | 33:14 |                | Stadionul Unirea, Suczawa |

| 21 maja 202214:00 | CS Știință Petroșani | 14:62 | SCM Timișoara | Stadionul Știința, Petroszany |
| 21 maja 202214:00 |                      | 14:62 |               | Stadionul Știința, Petroszany |

| 11 czerwca 202211:00 | RC Gura Humorului | 0:114 | CSM Știința Baia Mare | Stadionul Tineretului, Gura Humorului |
| 11 czerwca 202211:00 |                   | 0:114 |                       | Stadionul Tineretului, Gura Humorului |

| 29 maja 202211:00 | CSM Știința Baia Mare | 95:0 | CSM Bucovina Suceava | Arena Zimbrilor, Baia Mare |
| 29 maja 202211:00 |                       | 95:0 |                      | Arena Zimbrilor, Baia Mare |

| 29 maja 202217:00 | CS Universitatea Cluj-Napoca | 33:14 | CS Știință Petroșani | Parcul Sportiv Iuliu Hatieganu, Kluż-Napoka |
| 29 maja 202217:00 |                              | 33:14 |                      | Parcul Sportiv Iuliu Hatieganu, Kluż-Napoka |

| 6 czerwca 202213:00 | RC Gura Humorului | 6:86 | SCM Timișoara | Stadionul Tineretului, Gura Humorului |
| 6 czerwca 202213:00 |                   | 6:86 |               | Stadionul Tineretului, Gura Humorului |

| 4 czerwca 202211:00 | CSM Bucovina Suceava | 0:137 | SCM Timișoara | Stadionul Unirea, Suczawa |
| 4 czerwca 202211:00 |                      | 0:137 |               | Stadionul Unirea, Suczawa |

| 4 czerwca 202212:00 | RC Gura Humorului | 16:55 | CS Universitatea Cluj-Napoca | Stadionul Tineretului, Gura Humorului |
| 4 czerwca 202212:00 |                   | 16:55 |                              | Stadionul Tineretului, Gura Humorului |

| 4 czerwca 202216:00 | CSU Alba Iulia | 3:98 | CSM Știința Baia Mare | Stadion Victoria-Cetate, Alba Iulia |
| 4 czerwca 202216:00 |                | 3:98 |                       | Stadion Victoria-Cetate, Alba Iulia |

### Grupa B
| 16 kwietnia 202212:00 | CS Năvodari | 44:37 | Grivița Bukareszt | Stadionul Flacăra, Năvodari |
| 16 kwietnia 202212:00 |             | 44:37 |                   | Stadionul Flacăra, Năvodari |

| 16 kwietnia 202212:00 | RC Bârlad | 7:30 | RCM Galați | Stadionul Rulmentul, Bârlad |
| 16 kwietnia 202212:00 |           | 7:30 |            | Stadionul Rulmentul, Bârlad |

| 17 kwietnia 202211:30 | Dinamo Bukareszt | 62:0 | CS Politehnica Iași | Stadionul Arcul de Triumf, Bukareszt |
| 17 kwietnia 202211:30 |                  | 62:0 |                     | Stadionul Arcul de Triumf, Bukareszt |

| 30 kwietnia 202211:00 | CS Politehnica Iași | 17:20 | CS Năvodari | Stadionul Tepro, Jassy |
| 30 kwietnia 202211:00 |                     | 17:20 |             | Stadionul Tepro, Jassy |

| 30 kwietnia 202212:00 | Grivița Bukareszt | 22:20 | RC Bârlad | Stadionul Arcul de Triumf, Bukareszt |
| 30 kwietnia 202212:00 |                   | 22:20 |           | Stadionul Arcul de Triumf, Bukareszt |

| 1 maja 202218:00 | Steaua Bukareszt | 23:23 | Dinamo Bukareszt | Ghencea, Bukareszt |
| 1 maja 202218:00 |                  | 23:23 |                  | Ghencea, Bukareszt |

| 7 maja 202211:00 | RC Bârlad | 7:52 | CS Politehnica Iași | Stadionul Rulmentul, Bârlad |
| 7 maja 202211:00 |           | 7:52 |                     | Stadionul Rulmentul, Bârlad |

| 7 maja 202212:00 | CS Năvodari | 3:97 | Steaua Bukareszt | Stadionul Flacăra, Năvodari |
| 7 maja 202212:00 |             | 3:97 |                  | Stadionul Flacăra, Năvodari |

| 7 maja 202214:00 | RCM Galați | 12:27 | Grivița Bukareszt | Stadionul Municipal, Gałacz |
| 7 maja 202214:00 |            | 12:27 |                   | Stadionul Municipal, Gałacz |

| 14 maja 202211:00 | CS Politehnica Iași | 26:23 | RCM Galați | Stadionul Tepro, Jassy |
| 14 maja 202211:00 |                     | 26:23 |            | Stadionul Tepro, Jassy |

| 14 maja 202211:00 | Steaua Bukareszt | 125:9 | RC Bârlad | Ghencea, Bukareszt |
| 14 maja 202211:00 |                  | 125:9 |           | Ghencea, Bukareszt |

| 14 maja 202212:00 | Dinamo Bukareszt | 95:12 | CS Năvodari | Stadionul Arcul de Triumf, Bukareszt |
| 14 maja 202212:00 |                  | 95:12 |             | Stadionul Arcul de Triumf, Bukareszt |

| 21 maja 202211:00 | RCM Galați | 3:74 | Steaua Bukareszt | Stadionul Municipal, Gałacz |
| 21 maja 202211:00 |            | 3:74 |                  | Stadionul Municipal, Gałacz |

| 21 maja 202212:00 | Grivița Bukareszt | 17:10 | CS Politehnica Iași | Stadionul Arcul de Triumf, Bukareszt |
| 21 maja 202212:00 |                   | 17:10 |                     | Stadionul Arcul de Triumf, Bukareszt |

| 11 czerwca 202211:00 | RC Bârlad | 6:121 | Dinamo Bukareszt | Stadionul Rulmentul, Bârlad |
| 11 czerwca 202211:00 |           | 6:121 |                  | Stadionul Rulmentul, Bârlad |

| 28 maja 202211:00 | Steaua Bukareszt | 113:10 | Grivița Bukareszt | Ghencea, Bukareszt |
| 28 maja 202211:00 |                  | 113:10 |                   | Ghencea, Bukareszt |

| 28 maja 202211:00 | Dinamo Bukareszt | 97:12 | RCM Galați | Stadionul Arcul de Triumf, Bukareszt |
| 28 maja 202211:00 |                  | 97:12 |            | Stadionul Arcul de Triumf, Bukareszt |

| 28 maja 202212:00 | CS Năvodari | 40:22 | RC Bârlad | Stadionul Flacăra, Năvodari |
| 28 maja 202212:00 |             | 40:22 |           | Stadionul Flacăra, Năvodari |

| 4 czerwca 202211:00 | RCM Galați | 40:22 | CS Năvodari | Stadionul Municipal, Gałacz |
| 4 czerwca 202211:00 |            | 40:22 |             | Stadionul Municipal, Gałacz |

| 4 czerwca 202211:00 | Grivița Bukareszt | 6:98 | Dinamo Bukareszt | Stadionul Arcul de Triumf, Bukareszt |
| 4 czerwca 202211:00 |                   | 6:98 |                  | Stadionul Arcul de Triumf, Bukareszt |

| 5 czerwca 202211:30 | CS Politehnica Iași | 9:69 | Steaua Bukareszt | Stadionul Tepro, Jassy |
| 5 czerwca 202211:30 |                     | 9:69 |                  | Stadionul Tepro, Jassy |

## Play-off
| 13 sierpnia 202211:00 | SCM Timișoara | 21:15 | Dinamo Bukareszt | Stadionul Gheorghe Rășcanu, Timișoara |
| 13 sierpnia 202211:00 |               | 21:15 |                  | Stadionul Gheorghe Rășcanu, Timișoara |

| 13 sierpnia 202213:15 | Steaua Bukareszt | 24:30 | CSM Știința Baia Mare | Ghencea, Bukareszt |
| 13 sierpnia 202213:15 |                  | 24:30 |                       | Ghencea, Bukareszt |

| 20 sierpnia 202211:00 | SCM Timișoara | 14:32 | Steaua Bukareszt | Stadionul Gheorghe Rășcanu, Timișoara |
| 20 sierpnia 202211:00 |               | 14:32 |                  | Stadionul Gheorghe Rășcanu, Timișoara |

| 20 sierpnia 202212:30 | Dinamo Bukareszt | 23:17 | CSM Știința Baia Mare | Stadionul Florea Dumitrache, Bukareszt |
| 20 sierpnia 202212:30 |                  | 23:17 |                       | Stadionul Florea Dumitrache, Bukareszt |

| 26 sierpnia 202219:45 | Steaua Bukareszt | 27:28 | Dinamo Bukareszt | Ghencea, Bukareszt |
| 26 sierpnia 202219:45 |                  | 27:28 |                  | Ghencea, Bukareszt |

| 27 sierpnia 202211:00 | CSM Știința Baia Mare | 38:27 | SCM Timișoara | Arena Zimbrilor, Baia Mare |
| 27 sierpnia 202211:00 |                       | 38:27 |               | Arena Zimbrilor, Baia Mare |

| 3 września 202211:00 | CSM Știința Baia Mare | 10:8 | Steaua Bukareszt | Arena Zimbrilor, Baia Mare |
| 3 września 202211:00 |                       | 10:8 |                  | Arena Zimbrilor, Baia Mare |

| 3 września 202212:45 | Dinamo Bukareszt | 20:6 | SCM Timișoara | Stadionul Florea Dumitrache, Bukareszt |
| 3 września 202212:45 |                  | 20:6 |               | Stadionul Florea Dumitrache, Bukareszt |

| 1 października 202211:00 | CSM Știința Baia Mare | 18:16 | Dinamo Bukareszt | Arena Zimbrilor, Baia Mare |
| 1 października 202211:00 |                       | 18:16 |                  | Arena Zimbrilor, Baia Mare |

| 1 października 202213:00 | Steaua Bukareszt | 52:5 | SCM Timișoara | Ghencea, Bukareszt |
| 1 października 202213:00 |                  | 52:5 |               | Ghencea, Bukareszt |

| 7 października 202218:15 | Dinamo Bukareszt | 22:23 | Steaua Bukareszt | Stadionul Arcul de Triumf, Bukareszt |
| 7 października 202218:15 |                  | 22:23 |                  | Stadionul Arcul de Triumf, Bukareszt |

| 8 października 202211:00 | SCM Timișoara | 29:15 | CSM Știința Baia Mare | Stadionul Gheorghe Rășcanu, Timișoara |
| 8 października 202211:00 |               | 29:15 |                       | Stadionul Gheorghe Rășcanu, Timișoara |

## Play-out
| 20 sierpnia 202211:00 | Grivița Bukareszt | 80:3 | CSU Alba Iulia | Parcul Copilului, Bukareszt |
| 20 sierpnia 202211:00 |                   | 80:3 |                | Parcul Copilului, Bukareszt |

| 20 sierpnia 202211:00 | CS Universitatea Cluj-Napoca | 54:8 | RCM Galați | Parcul Sportiv Iuliu Hatieganu, Kluż-Napoka |
| 20 sierpnia 202211:00 |                              | 54:8 |            | Parcul Sportiv Iuliu Hatieganu, Kluż-Napoka |

| 20 sierpnia 202211:00 | CS Știință Petroșani | 22:19 | RC Bârlad | Stadionul Știința, Petroszany |
| 20 sierpnia 202211:00 |                      | 22:19 |           | Stadionul Știința, Petroszany |

| 20 sierpnia 202211:00 | CS Politehnica Iași | 17:21 | CS Năvodari | Stadionul Tepro, Jassy |
| 20 sierpnia 202211:00 |                     | 17:21 |             | Stadionul Tepro, Jassy |

| 20 sierpnia 202211:00 | RC Gura Humorului | 20:20 | CSM Bucovina Suceava | Stadionul Tineretului, Gura Humorului |
| 20 sierpnia 202211:00 |                   | 20:20 |                      | Stadionul Tineretului, Gura Humorului |

| 27 sierpnia 202211:00 | RC Bârlad | 19:16 | CS Politehnica Iași | Stadionul Rulmentul, Bârlad |
| 27 sierpnia 202211:00 |           | 19:16 |                     | Stadionul Rulmentul, Bârlad |

| 27 sierpnia 202211:00 | RCM Galați | 10:33 | CS Știință Petroșani | Stadionul Municipal, Gałacz |
| 27 sierpnia 202211:00 |            | 10:33 |                      | Stadionul Municipal, Gałacz |

| 28 sierpnia 202211:00 | CSU Alba Iulia | 12:34 | CSM Bucovina Suceava | Stadion Victoria-Cetate, Alba Iulia |
| 28 sierpnia 202211:00 |                | 12:34 |                      | Stadion Victoria-Cetate, Alba Iulia |

| 28 sierpnia 202211:00 | CS Năvodari | 42:29 | RC Gura Humorului | Stadionul Flacăra, Năvodari |
| 28 sierpnia 202211:00 |             | 42:29 |                   | Stadionul Flacăra, Năvodari |

| 22 października 202211:00 | Grivița Bukareszt | 10:56 | CS Universitatea Cluj-Napoca | Parcul Copilului, Bukareszt |
| 22 października 202211:00 |                   | 10:56 |                              | Parcul Copilului, Bukareszt |

| 3 września 202211:00 | CS Universitatea Cluj-Napoca | 86:5 | CSU Alba Iulia | Parcul Sportiv Iuliu Hatieganu, Kluż-Napoka |
| 3 września 202211:00 |                              | 86:5 |                | Parcul Sportiv Iuliu Hatieganu, Kluż-Napoka |

| 3 września 202211:00 | CS Știință Petroșani | 19:12 | Grivița Bukareszt | Stadionul Știința, Petroszany |
| 3 września 202211:00 |                      | 19:12 |                   | Stadionul Știința, Petroszany |

| 3 września 202211:00 | CS Politehnica Iași | 27:3 | RCM Galați | Stadionul Tepro, Jassy |
| 3 września 202211:00 |                     | 27:3 |            | Stadionul Tepro, Jassy |

| 3 września 202211:00 | RC Gura Humorului | 23:17 | RC Bârlad | Stadionul Tineretului, Gura Humorului |
| 3 września 202211:00 |                   | 23:17 |           | Stadionul Tineretului, Gura Humorului |

| 3 września 202211:00 | CSM Bucovina Suceava | 15:75 | CS Năvodari | Stadionul Unirea, Suczawa |
| 3 września 202211:00 |                      | 15:75 |             | Stadionul Unirea, Suczawa |

| 1 października 202211:00 | CSU Alba Iulia | 0:109 | CS Năvodari | Stadion Victoria-Cetate, Alba Iulia |
| 1 października 202211:00 |                | 0:109 |             | Stadion Victoria-Cetate, Alba Iulia |

| 2 października 202211:00 | RCM Galați | 33:24 | RC Gura Humorului | Stadionul Municipal, Gałacz |
| 2 października 202211:00 |            | 33:24 |                   | Stadionul Municipal, Gałacz |

| 2 października 202211:00 | Grivița Bukareszt | 7:38 | CS Politehnica Iași | Parcul Copilului, Bukareszt |
| 2 października 202211:00 |                   | 7:38 |                     | Parcul Copilului, Bukareszt |

| 2 października 202211:00 | CS Universitatea Cluj-Napoca | 24:17 | CS Știință Petroșani | Parcul Sportiv Iuliu Hatieganu, Kluż-Napoka |
| 2 października 202211:00 |                              | 24:17 |                      | Parcul Sportiv Iuliu Hatieganu, Kluż-Napoka |

| 2 października 202214:00 | RC Bârlad | 57:7 | CSM Bucovina Suceava | Stadionul Rulmentul, Bârlad |
| 2 października 202214:00 |           | 57:7 |                      | Stadionul Rulmentul, Bârlad |

| 8 października 202211:00 | CS Știință Petroșani | 5:0(walkower) | CSU Alba Iulia | Stadionul Știința, Petroszany |
| 8 października 202211:00 |                      | 5:0(walkower) |                | Stadionul Știința, Petroszany |

| 8 października 202211:00 | CS Politehnica Iași | 10:31 | CS Universitatea Cluj-Napoca | Stadionul Tepro, Jassy |
| 8 października 202211:00 |                     | 10:31 |                              | Stadionul Tepro, Jassy |

| 8 października 202211:00 | RC Gura Humorului | 20:21 | Grivița Bukareszt | Stadionul Tineretului, Gura Humorului |
| 8 października 202211:00 |                   | 20:21 |                   | Stadionul Tineretului, Gura Humorului |

| 8 października 202211:00 | CSM Bucovina Suceava | 18:27 | RCM Galați | Stadionul Unirea, Suczawa |
| 8 października 202211:00 |                      | 18:27 |            | Stadionul Unirea, Suczawa |

| 8 października 202211:00 | CS Năvodari | 49:21 | RC Bârlad | Stadionul Flacăra, Năvodari |
| 8 października 202211:00 |             | 49:21 |           | Stadionul Flacăra, Năvodari |

| 5 listopada 202211:00 | CSU Alba Iulia | 12:48 | RC Bârlad | Stadion Victoria-Cetate, Alba Iulia |
| 5 listopada 202211:00 |                | 12:48 |           | Stadion Victoria-Cetate, Alba Iulia |

| 5 listopada 202211:00 | RCM Galați | 21:23 | CS Năvodari | Stadionul Municipal, Gałacz |
| 5 listopada 202211:00 |            | 21:23 |             | Stadionul Municipal, Gałacz |

| 5 listopada 202211:00 | CS Știință Petroșani | 24:23 | CS Politehnica Iași | Stadionul Știința, Petroszany |
| 5 listopada 202211:00 |                      | 24:23 |                     | Stadionul Știința, Petroszany |

| 6 listopada 202211:00 | Grivița Bukareszt | 64:3 | CSM Bucovina Suceava | Parcul Copilului, Bukareszt |
| 6 listopada 202211:00 |                   | 64:3 |                      | Parcul Copilului, Bukareszt |

| 6 listopada 202211:00 | CS Universitatea Cluj-Napoca | 109:11 | RC Gura Humorului | Parcul Sportiv Iuliu Hatieganu, Kluż-Napoka |
| 6 listopada 202211:00 |                              | 109:11 |                   | Parcul Sportiv Iuliu Hatieganu, Kluż-Napoka |

| 22 października 202214:00 | RC Bârlad | 19:26 | RCM Galați | Stadionul Rulmentul, Bârlad |
| 22 października 202214:00 |           | 19:26 |            | Stadionul Rulmentul, Bârlad |

| 12 listopada 202211:00 | CS Politehnica Iași | 63:5 | CSU Alba Iulia | Stadionul Tepro, Jassy |
| 12 listopada 202211:00 |                     | 63:5 |                | Stadionul Tepro, Jassy |

| 12 listopada 202211:00 | RC Gura Humorului | 14:36 | CS Știință Petroșani | Stadionul Tineretului, Gura Humorului |
| 12 listopada 202211:00 |                   | 14:36 |                      | Stadionul Tineretului, Gura Humorului |

| 12 listopada 202211:00 | CSM Bucovina Suceava | 10:96 | CS Universitatea Cluj-Napoca | Stadionul Unirea, Suczawa |
| 12 listopada 202211:00 |                      | 10:96 |                              | Stadionul Unirea, Suczawa |

| 12 listopada 202214:00 | CS Năvodari | 39:16 | Grivița Bukareszt | Stadionul Flacăra, Năvodari |
| 12 listopada 202214:00 |             | 39:16 |                   | Stadionul Flacăra, Năvodari |

| 19 listopada 202211:00 | CSU Alba Iulia | 0:63 | RCM Galați | Stadion Victoria-Cetate, Alba Iulia |
| 19 listopada 202211:00 |                | 0:63 |            | Stadion Victoria-Cetate, Alba Iulia |

| 19 listopada 202211:00 | Grivița Bukareszt | 30:26 | RC Bârlad | Parcul Copilului, Bukareszt |
| 19 listopada 202211:00 |                   | 30:26 |           | Parcul Copilului, Bukareszt |

| 19 listopada 202211:00 | CS Universitatea Cluj-Napoca | 34:18 | CS Năvodari | Parcul Sportiv Iuliu Hatieganu, Kluż-Napoka |
| 19 listopada 202211:00 |                              | 34:18 |             | Parcul Sportiv Iuliu Hatieganu, Kluż-Napoka |

| 20 listopada 202211:00 | CS Știință Petroșani | 5:0 | CSM Bucovina Suceava | Stadionul Știința, Petroszany |
| 20 listopada 202211:00 |                      | 5:0 |                      | Stadionul Știința, Petroszany |

| 20 listopada 202213:00 | CS Politehnica Iași | 28:10 | RC Gura Humorului | Stadionul Tepro, Jassy |
| 20 listopada 202213:00 |                     | 28:10 |                   | Stadionul Tepro, Jassy |

| 22 października 202212:00 | CSM Bucovina Suceava | 0:68 | CS Politehnica Iași | Stadionul Unirea, Suczawa |
| 22 października 202212:00 |                      | 0:68 |                     | Stadionul Unirea, Suczawa |

| 26 listopada 202211:00 | RC Gura Humorului | 56:10 | CSU Alba Iulia | Stadionul Tineretului, Gura Humorului |
| 26 listopada 202211:00 |                   | 56:10 |                | Stadionul Tineretului, Gura Humorului |

| 26 listopada 202213:00 | RC Bârlad | 8:72 | CS Universitatea Cluj-Napoca | Stadionul Rulmentul, Bârlad |
| 26 listopada 202213:00 |           | 8:72 |                              | Stadionul Rulmentul, Bârlad |

| 26 listopada 202213:00 | RCM Galați | 21:6 | Grivița Bukareszt | Stadionul Municipal, Gałacz |
| 26 listopada 202213:00 |            | 21:6 |                   | Stadionul Municipal, Gałacz |

| 26 listopada 202214:00 | CS Năvodari | 8:13 | CS Știință Petroșani | Stadionul Flacăra, Năvodari |
| 26 listopada 202214:00 |             | 8:13 |                      | Stadionul Flacăra, Năvodari |

## Faza pucharowa
|  |                         |                       |                  |                      |    |                       |                       |       |
|  | Półfinały               | Półfinały             | Półfinały        |                      |    | Finał                 | Finał                 | Finał |
|  | Półfinały               | Półfinały             | Półfinały        |                      |    | Finał                 | Finał                 | Finał |
|  | 27 listopada 2022 12:00 |                       |                  |                      |    |                       |                       |       |
|  |                         |                       |                  |                      |    |                       |                       |       |
|  | CSM Știința Baia Mare   | CSM Știința Baia Mare | 11               |                      |    |                       |                       |       |
|  | CSM Știința Baia Mare   | CSM Știința Baia Mare | 11               | 4 grudnia 2022 14:30 |    |                       |                       |       |
|  | SCM Timișoara           | SCM Timișoara         | 9                |                      |    |                       |                       |       |
|  | SCM Timișoara           | SCM Timișoara         | 9                |                      |    | CSM Știința Baia Mare | CSM Știința Baia Mare | 22    |
|  | 27 listopada 2022 16:30 |                       |                  |                      |    | CSM Știința Baia Mare | CSM Știința Baia Mare | 22    |
|  |                         |                       | Steaua Bukareszt | Steaua Bukareszt     | 15 |                       |                       |       |
|  | Steaua Bukareszt        | Steaua Bukareszt      | Steaua Bukareszt | Steaua Bukareszt     | 15 | 25                    |                       |       |
|  | Steaua Bukareszt        | Steaua Bukareszt      |                  |                      |    |                       |                       |       |
|  | Dinamo Bukareszt        | Dinamo Bukareszt      | 15               |                      |    |                       |                       |       |
|  | Dinamo Bukareszt        | Dinamo Bukareszt      | 15               | Mecz o 3. miejsce    |    |                       |                       |       |
|  |                         |                       |                  |                      |    |                       |                       |       |
|  | 4 grudnia 2022 11:00    |                       |                  |                      |    |                       |                       |       |
|  |                         |                       |                  |                      |    |                       |                       |       |
|  | SCM Timișoara           | SCM Timișoara         | 18               |                      |    |                       |                       |       |
|  | SCM Timișoara           | SCM Timișoara         | 18               |                      |    |                       |                       |       |
|  | Dinamo Bukareszt        | Dinamo Bukareszt      | 44               |                      |    |                       |                       |       |
|  | Dinamo Bukareszt        | Dinamo Bukareszt      | 44               |                      |    |                       |                       |       |

Półfinały
| 27 listopada 202212:00 | CSM Știința Baia Mare | 11:9 | SCM Timișoara | Arena Zimbrilor, Baia Mare |
| 27 listopada 202212:00 |                       | 11:9 |               | Arena Zimbrilor, Baia Mare |

| 27 listopada 202216:30 | Steaua Bukareszt | 25:15 | Dinamo Bukareszt | Stadionul Arcul de Triumf, Bukareszt |
| 27 listopada 202216:30 |                  | 25:15 |                  | Stadionul Arcul de Triumf, Bukareszt |

Mecz o 3. miejsce
| 4 grudnia 202211:00 | SCM Timișoara | 18:44 | Dinamo Bukareszt | Stadionul Arcul de Triumf, Bukareszt |
| 4 grudnia 202211:00 |               | 18:44 |                  | Stadionul Arcul de Triumf, Bukareszt |

Finał
| 4 grudnia 202214:30 | CSM Știința Baia Mare | 22:15 | Steaua Bukareszt | Stadionul Arcul de Triumf, Bukareszt |
| 4 grudnia 202214:30 |                       | 22:15 |                  | Stadionul Arcul de Triumf, Bukareszt |